# 阿里嘉室利
阿里嘉室利（1303年—1333年），又译阿里嘉實利、阿剌哥识里、阿儿加失里、阿礼嘉世礼、阿里加失立。元朝弘吉剌部首领，鲁王琱阿不剌和鲁国公主祥哥剌吉的儿子。
至大三年（1310年），阿里嘉室利八岁，袭万户。至大四年（1311年）闰七月，元仁宗以故鲁王琱阿不剌嫡子阿里嘉室利袭封鲁王，袭其封爵、分地。尚朵儿只班公主。泰定三年（1326年）二月庚辰，泰定帝赈阿里嘉室利部弘吉剌贫民钞六万锭。至顺年间，封朵儿只班号肅雍賢寧公主。至顺元年（1330年）闰七月庚子，阿里嘉室利所部三万余人告饥，元文宗赈钞万锭、粮二万石。至顺三年（1332年）八月辛丑，阿里嘉室利献斡罗思三十人、渐丁百三人。元统元年（1333年），阿里嘉失利薨。